# Cohesión social
La cohesión social designa, en sociología, el grado de consenso de los miembros de un grupo social o la percepción de pertenencia a un proyecto o situación común. Es una medida de la intensidad de la interacción social dentro del grupo; puede ser por medio de un test de índices o simplemente descrito o definido para cada caso. Atenta contra la cohesión la anomia, es decir, el comportamiento no basado en normas, y la refuerza la abnegación.
Esto quiere decir que esas relaciones son consensuadas, percibidas como justas entre los grupos que gobiernan y los que son gobernados. Demandan o implican tanto la percepción del buen desempeño de las autoridades y que esas sean respetadas como que exista una acción percibida como de interés común (el llamado bien común o procomún).
La cohesión de un grupo puede medirse mediante un test estadístico no paramétrico o libre de distribución, como el coeficiente de correlación de rangos de Pearson o el coeficiente de correlación de rangos de Kendall que comparan los resultados escalares de varios cuestionarios sobre una misma variable en dos momentos diferentes de muestreo o entre dos variables diferentes pero relacionadas.
Al discutir sobre los diferentes grupos sociales se dice que un grupo es un estado de cohesión (cuando los miembros poseen lazos que los unen unos con otros y con el grupo como uno solo). Aunque el término cohesión es un proceso que consta de muchos factores, se pueden distinguir cuatro componentes esenciales: las relaciones sociales, las relaciones de trabajo, la unidad (que se percibe entre los miembros del grupo) y las emociones de los integrantes.
El campo de la discriminación social puede estudiarse, desde las perspectivas sociológicas del interaccionismo simbólico, el funcionalismo o la teoría del conflicto, como un problema de cohesión social.
La noción de integración social se utiliza habitualmente como sinónimo de la cohesión. Desde la perspectiva funcionalista o la teoría de sistemas se entiende la integración en un sistema de estratificación social como fundamento armónico de las relaciones entre las clases; las instituciones y, a fortiori, el sistema social en su conjunto se consideran como un todo funcional.

## Elementos de cohesión
Los lazos entre los miembros del grupo no se desarrollan espontáneamente. Se desarrollan a partir de una serie de componentes como la atracción, la coordinación, el sentido de pertenencia y las emociones compartidas. Los componentes pueden conocerse como antecedentes de la cohesión. Además, también definen la naturaleza de la cohesión. A continuación se explica en profundidad cada componente.

### Atracción
Festinger y sus colegas (1950) se centraron mucho en la atracción como fuerza en comparación con cualquier otra fuerza. En un estudio, pidieron a los miembros del grupo que identificaran a todos sus buenos amigos y calcularon la proporción entre las elecciones del grupo interno y las del grupo externo. Según Dion (2000), cuanto mayor sea la proporción, mayor será la cohesión del grupo. Hogg (1992 y 2001) señaló que la atracción personal no es una cohesión de grupo, aunque los miembros de los grupos cohesionados se gusten mutuamente. La cohesión de grupo es similar a un tipo de atracción a nivel de grupo que, según Hogg, se conoce como atracción social. La atracción social es un gusto por otros miembros del grupo basado en su estatus como miembros típicos del grupo. La atracción es un ingrediente básico para la mayoría de los grupos, sin embargo, cuando las relaciones interpersonales entre los miembros del grupo se intensifican, puede transformar un grupo unido en uno cohesionado.

### Sentido de pertenencia
En un grupo cohesionado, los individuos tienden a fusionarse para formar un todo. Los no miembros que se encuentren con un grupo estarán convencidos de que se trata de un grupo fuertemente cohesionado. Los miedos del grupo expresarían su sentido de pertenencia al grupo siendo leales a él, identificándose con el grupo y clasificándose como miembros. También describirían su unidad utilizando términos como familia, nosotros, comunidad, equipo, etc.

### Cohesión
Se cree que la cohesión tiene que ver más con la voluntad de trabajar juntos para lograr una serie de objetivos que con las relaciones interpersonales entre los miembros del grupo. Según Siebold (2007), los grupos orientados a las tareas, como las tripulaciones de vuelo y los escuadrones militares, comparten el impulso de cumplir sus objetivos.

### Emociones compartidas
Una de las características más evidentes de un grupo cohesionado es una emoción positiva compartida. La cohesión emocional es un proceso multinivel, ya que las emociones pueden ser colectivas. Por ejemplo, un miembro del grupo puede experimentar una emoción cuando se entera de que el otro miembro del grupo ha sido maltratado. Una emoción es colectiva cuando todos los miembros de un grupo experimentan la misma reacción emocional. La intensidad de estas emociones es alta cuando los miembros se identifican fuertemente con su grupo.

## Cohesión Grupal (psicología)
Esta propiedad la describe Sprott (1975) como las fuerzas motivantes o impulsantes que provocan que los miembros se mantengan en el grupo.
También se ha definido por autores como Carron, Brawley y Widmeyer (1998, p. 213)  la cohesión como un proceso dinámico que se refleja en la tendencia de un grupo a mantenerse unido en la consecución de sus objetivos instrumentales o para la satisfacción de las necesidades afectivas de sus miembros.
Otras definiciones como Festinger (1950) define la cohesión como el campo total de fuerzas que actúan sobre los miembros para permanecer en el grupo. Como resumen la cohesión son las fuerzas adquiridas por el grupo con las cuales se mantienen como tal, y funcionan como motivantes para lo coexistencia y mantenimiento del grupo, que van de sujeto a sujeto.

## Factores
Las fuerzas que empujan a los miembros del grupo a unirse pueden ser positivas (recompensas basadas en el grupo) o negativas (cosas que se pierden al abandonar el grupo). Los principales factores que influyen en la cohesión del grupo son: la similitud de los miembros, tamaño del grupo, dificultad de entrada, éxito del grupo y la competencia y las amenazas externas. A menudo, estos factores actúan aumentando la identificación de los individuos con el grupo al que pertenecen, así como sus creencias sobre cómo el grupo puede satisfacer sus necesidades personales.

### Similitud de los miembros del grupo
La similitud de los miembros del grupo tiene diferentes influencias en la cohesión del grupo dependiendo de cómo se defina este concepto. Lott y Lott (1965), que se refieren a la atracción interpersonal como cohesión del grupo, llevaron a cabo una extensa revisión de la literatura y encontraron que las similitudes de los individuos en cuanto a sus antecedentes (por ejemplo raza, etnia, ocupación, edad), actitudes, valores y rasgos de personalidad tienen generalmente una asociación positiva con la cohesión del grupo.
Por otra parte, desde la perspectiva de la atracción social como base de la cohesión del grupo, la similitud entre los miembros del grupo es la pista para que los individuos se clasifiquen a sí mismos y a los demás en un ingrupo o en un extragrupo. En esta perspectiva, cuanto más similitud prototípica sientan los individuos entre ellos y otros miembros del ingrupo, más fuerte será la cohesión del grupo.
Además, la similitud de antecedentes hace más probable que los miembros compartan puntos de vista similares sobre diversas cuestiones, como los objetivos del grupo, los métodos de comunicación y el tipo de liderazgo deseado. En general, un mayor acuerdo entre los miembros sobre las reglas y normas del grupo da lugar a una mayor confianza y a menos conflictos disfuncionales. Esto, a su vez, refuerza tanto la cohesión emocional como la de las tareas.

### Dificultad de entrada
Los criterios o procedimientos de entrada difíciles a un grupo tienden a presentarlo de forma más exclusiva. Cuanto más elitista se percibe el grupo, más prestigioso es ser miembro de ese grupo[cita requerida].  Como se demostró en los estudios de disonancia realizados por Aronson y Mills (1959) y confirmados por Gerard y Mathewson (1966), este efecto puede deberse a la reducción de la disonancia (véase disonancia cognitiva). La reducción de la disonancia puede ocurrir cuando una persona ha soportado una ardua iniciación en un grupo; si algunos aspectos del grupo son desagradables, la persona puede distorsionar su percepción del grupo debido a la dificultad de entrada. Así, el valor del grupo aumenta en la mente del miembro del grupo.

### Tamaño del grupo
Los grupos pequeños son más cohesionados que los grandes. Esto se debe a menudo a la holgazanería social, una teoría que dice que los miembros individuales de un grupo se esforzarán menos, porque creen que otros miembros compensarán la falta de trabajo. Se ha descubierto que la holgazanería social se elimina cuando los miembros del grupo creen que sus actuaciones individuales son identificables, lo que ocurre en mayor medida en los grupos más pequeños.
En primatología y antropología, se teoriza que los límites del tamaño del grupo coinciden con el número de Dunbar.

## Consecuencias
La cohesión del grupo se ha relacionado con una serie de consecuencias positivas y negativas. Sus consecuencias sobre la motivación, el rendimiento, la satisfacción de los miembros, el ajuste emocional de los miembros y las presiones que sienten los miembros se examinarán en las secciones siguientes.

### Motivación
La cohesión y la motivación de los miembros del equipo son factores clave que contribuyen al rendimiento de una empresa. Mediante el desarrollo de la adaptabilidad, la autoestima y el crecimiento de la motivación personal, cada miembro puede sentirse seguro y progresar en el equipo. El Social loafing es menos frecuente cuando hay cohesión en un equipo; la motivación de cada miembro del equipo es considerablemente mayor.

### Rendimiento
Los estudios han demostrado que la cohesión puede causar rendimiento y que el rendimiento puede causar cohesión. La mayoría de los metaanálisis (estudios que han resumido los resultados de muchos estudios) han demostrado que existe una relación entre la cohesión y el rendimiento. Este es el caso incluso cuando la cohesión se define de diferentes maneras. Cuando la cohesión se define como atracción, está mejor correlacionada con el rendimiento. Cuando se define como compromiso con la tarea, también se correlaciona con el rendimiento, aunque en menor grado que la cohesión como atracción. No se han realizado suficientes estudios con la cohesión definida como orgullo de grupo. En general, la cohesión definida de todas estas formas se relacionó positivamente con el rendimiento.
Sin embargo, algunos grupos pueden tener una relación cohesión-rendimiento más fuerte que otros. Los grupos más pequeños tienen una mejor relación cohesión-rendimiento que los grupos más grandes. Carron (2002) encontró que las relaciones cohesión-rendimiento son más fuertes en los equipos deportivos y clasificó la fuerza de la relación en este orden (de más fuerte a más débil): equipos deportivos, escuadrones militares, grupos que se forman con un propósito, grupos en entornos experimentales. Hay algunas pruebas de que la cohesión puede estar más fuertemente relacionada con el rendimiento para los grupos que tienen roles altamente interdependientes que para los grupos en los que los miembros son independientes.
En cuanto a la productividad del grupo, tener atracción y orgullo de grupo puede no ser suficiente. Es necesario tener compromiso con la tarea para ser productivo. Además, los grupos con objetivos de alto rendimiento eran extremadamente productivos.
Sin embargo, es importante señalar que la relación entre la cohesión y el rendimiento puede diferir según la naturaleza del grupo que se estudie. Algunos estudios que se han centrado en esta relación han arrojado resultados divergentes. Por ejemplo, un estudio realizado sobre el vínculo entre la cohesión y el rendimiento en un departamento gubernamental de servicios sociales encontró una baja asociación positiva entre estas dos variables, mientras que otro estudio sobre grupos en una unidad militar danesa encontró una alta asociación negativa entre estas dos variables.

### Satisfacción de los miembros
Los estudios han demostrado que las personas que forman parte de grupos cohesionados han manifestado más satisfacción que los miembros de un grupo no cohesionado. Este es el caso en muchos entornos, incluidos los industriales, deportivos y educativos. Los miembros de los grupos cohesionados también son más optimistas y sufren menos problemas sociales que los de los grupos no cohesionados.
Un estudio involucró a un equipo de albañiles y carpinteros que trabajaban en una urbanización. Durante los primeros cinco meses, su supervisor formó los grupos en los que debían trabajar. Estos grupos cambiaban a lo largo de los cinco meses. Esto sirvió para que los hombres conocieran a todos los que trabajaban en este proyecto de desarrollo y, naturalmente, surgieron gustos y aversiones por las personas que los rodeaban. El experimentador formó entonces grupos cohesionados agrupando a las personas que se gustaban mutuamente. Se comprobó que los albañiles y carpinteros estaban más satisfechos cuando trabajaban en grupos cohesionados. Como dijo uno de los trabajadores, "el trabajo es más interesante cuando tienes un compañero trabajando contigo. De todos modos, te gusta mucho más".: 183 

### Ajuste emocional
Las personas en grupos cohesionados experimentan un mejor ajuste emocional. En particular, las personas experimentan menos ansiedad y tensión. También se descubrió que las personas afrontan mejor el estrés cuando pertenecen a un grupo cohesionado.
Un estudio demostró que la cohesión como compromiso con la tarea puede mejorar la toma de decisiones del grupo cuando éste se encuentra bajo estrés, más que cuando no está bajo estrés. El estudio estudió cuarenta y seis equipos de tres personas, todos los cuales se enfrentaron a la tarea de seleccionar los mejores sitios de perforación petrolera con base en la información que se les dio. El estudio manipuló si los equipos tenían alta o baja cohesión y la urgencia de la tarea. El estudio descubrió que los equipos con baja cohesión y alta urgencia obtuvieron peores resultados que los equipos con alta cohesión y alta urgencia. Esto indica que la cohesión puede mejorar la toma de decisiones del grupo en momentos de estrés.
La teoría del apego también ha afirmado que los adolescentes con problemas de conducta no tienen relaciones interpersonales estrechas o las tienen superficiales. Muchos estudios han descubierto que un individuo sin relaciones estrechas con sus compañeros tiene un mayor riesgo de sufrir problemas de ajuste emocional en la actualidad y más adelante en su vida.
Si bien las personas pueden experimentar mejores emociones en grupos cohesionados, también pueden enfrentarse a muchas demandas sobre sus emociones, como las que resultan del chivo expiatorio y la hostilidad.

### Presiones de conformidad
Las personas en grupos cohesionados tienen una mayor presión para conformarse que las personas en grupos no cohesionados. La teoría del groupthink sugiere que las presiones impiden que el grupo piense críticamente sobre las decisiones que está tomando. Giordano (2003) ha sugerido que esto se debe a que las personas dentro de un grupo interactúan frecuentemente entre sí y crean muchas oportunidades de influencia. También se debe a que una persona dentro de un grupo percibe a los demás miembros como similares a ella misma y, por tanto, está más dispuesta a ceder a las presiones de conformidad. Otra razón es que las personas valoran al grupo y, por tanto, están más dispuestas a ceder a las presiones de conformidad para mantener o mejorar sus relaciones.
Las actividades ilegales se han derivado de las presiones de conformidad dentro de un grupo. Haynie (2001) descubrió que el grado de participación de un grupo de amigos en actividades ilegales era un predictor de la participación de un individuo en la actividad ilegal. Esto era así incluso después de que se controlara el comportamiento previo del individuo y se establecieran otros controles. Además, los que tenían amigos que participaban en actividades ilegales eran los más propensos a participar ellos mismos en actividades ilegales. Otro estudio descubrió que los adolescentes sin amigos no realizaban tantas actividades ilegales como los que tenían al menos un amigo. Otros estudios han encontrado resultados similares.

### Aprendizaje
Albert Lott y Bernice Lott investigaron cómo la cohesión del grupo influía en el aprendizaje individual. Querían comprobar si el aprendizaje sería mejor si los niños estudiaban con compañeros que les gustaban que con compañeros que no les gustaban. Se suponía que el grado de agrado de los miembros indicaba la cohesión del grupo. Descubrieron que los niños con un coeficiente intelectual alto obtenían mejores resultados en las pruebas de aprendizaje cuando aprendían en grupos de alta cohesión que en grupos de baja cohesión. Sin embargo, en el caso de los niños con un coeficiente intelectual bajo, el factor de cohesión apenas suponía una diferencia. Aun así, había una ligera tendencia a que los niños con un coeficiente intelectual bajo obtuvieran mejores resultados en grupos de alta cohesión. Los investigadores creían que si los niños trabajaban con otros estudiantes que les gustaban, era más probable que tuvieran un mayor impulso para aprender que si tenían actitudes neutrales o negativas hacia el grupo.